# La Condamine
För andra betydelser, se Condamine.

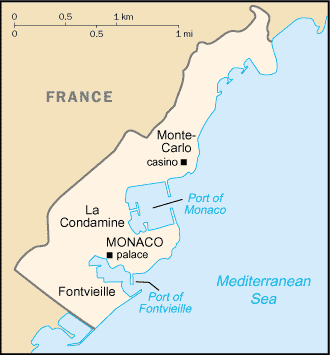
Karta över Monaco

La Condamine är en del av Monaco, belägen vid hamnen. Området ligger mellan Monaco-Ville och Monte Carlo.